# Монголски хрчак
Монголски хрчак  (лат. Allocricetulus curtatus) је врста глодара из породице патуљастих хрчака средње величине (лат. Cricetidae). Неки систематичари га приписују патуљастом хрчку Еверсман као источну подврсту. Насељава пустињску степу Гоби и суседне степске регионе Монголије и северне Кине.  Међународна унија за очување природе (IUCN) га класификује као није угрожен.  

## Угроженост
Тренутно монголски хрчак није угрожен,  али ако дође до уклањања природних водених ресурса, могао би бити угрожен.

## Карактеристике тела
Дужина главе и тела монголског патуљастог хрчка је 8,5 до 15,3 центиметара.  Крзно је жућкасто сиво на врху и бело на доњој страни без тамне мрље на грудима. Код младунаца горња површина је пепељасто сива.  Реп монголског патуљастог хрчка је дугачак 17 до 28 милиметара, дужина задњих шапа је 14 до 20 милиметара, а ушних шкољки 11 до 18 милиметара. Телесна тежина је од 30 до преко 70 грама. Број хромозома је 20. .

## Животни стил
Активан увече и ноћу. Зими с времена на време хибернира.

## Начин исхране
Храни се инсектима, семеном, биљкама и ризомима.

## Репродукција
Почиње у априлу и завршава се у септембру. За то време женка доноси 2-3 легла, у сваком по 5-14 младунаца.

## Распрострањеност
Монголске степе северно од Алтаја и у суседној Кини, у северозападном Синђангу, северном Гансуу, Нингсјии (Кин, 1991), Анхуију (Лиу ет ал., 1985) и Неи Монголу; видети Џанг и др. (1997, мапирано као C. eversmanni).